# Phragmatobia meridionalis-marginata
Phragmatobia meridionalis-marginata är en fjärilsart som beskrevs av Barend J. Lempke 1944. Phragmatobia meridionalis-marginata ingår i släktet Phragmatobia och familjen björnspinnare. Inga underarter finns listade i Catalogue of Life.